# Першотравнева сільська рада (Борівський район)
Першотравне́ва сільська́ ра́да — адміністративно-територіальна одиниця та орган місцевого самоврядування в Борівському районі Харківської області. Адміністративний центр — селище Першотравневе.

## Загальні відомості
- Першотравнева сільська рада утворена в 1943 році.
- Територія ради: 109,635 км²
- Населення ради: 1 612 особи (станом на 2001 рік)
- Територією ради протікає річка Балка Лиманська.

## Населені пункти
Сільській раді підпорядковані населені пункти:
- с-ще Першотравневе
- с. Борівська Андріївка
- с. Вишневе
- с. Зелений Гай
- с. Копанки

## Склад ради
Рада складається з 16 депутатів та голови.
- Голова ради: Нерсісян Оганнес Гайкович
- Секретар ради: Долбін Наталія Сергіївна

### Керівний склад попередніх скликань
| Прізвище, ім'я, по батькові | Основні відомості                                                             | Дата обрання | Дата звільнення |
| --------------------------- | ----------------------------------------------------------------------------- | ------------ | --------------- |
| Хоменко Іван Вікторович     | Сільський голова, 1975 року народження                                        | 26.03.2006   | 26.06.2008      |
| Іваницька Ганна Олексіївна  | Сільський голова, 1961 року народження, позапартійна                          | 10.01.2009   | 31.10.2010      |
| Нерсісян Оганнес Гайкович   | Сільський голова, 1990 року народження, освіта незакінчена вища, безпартійний | 31.10.2010   |                 |

Примітка: таблиця складена за даними сайту Верховної Ради України

### Депутати
За результатами місцевих виборів 2010 року депутатами ради стали:

#### За суб'єктами висування
| Суб'єкт висування                                       | Кількість обраних депутатів | %    |
| ------------------------------------------------------- | --------------------------- | ---- |
| Партія регіонів                                         | 13                          | 81,3 |
| Комуністична партія України                             | 1                           | 6,3  |
| Політична партія Всеукраїнське об'єднання «Батьківщина» | 1                           | 6,3  |
| Самовисування                                           | 1                           | 6,3  |

#### За округами
| № округу                                                | Прізвище, ім'я, по батькові    | Дата визнання обраним | Освіта  | Партійна приналежність                        | Відомості про обраного депутата                        |
| ------------------------------------------------------- | ------------------------------ | --------------------- | ------- | --------------------------------------------- | ------------------------------------------------------ |
| Комуністична партія України                             |                                |                       |         |                                               |                                                        |
| 4                                                       | Букрєєва Лідія Іванівна        | 03.11.2010            | вища    | член Комуністичної партії України             | Першотравнева загальноосвітня школа, вчитель           |
| Партія регіонів                                         |                                |                       |         |                                               |                                                        |
| 2                                                       | Нерсісян Гайк Норайрович       | 03.11.2010            | середня | член Партії регіонів                          | приватний підприємець                                  |
| 5                                                       | Шматько Тетяна Юріївна         | 03.11.2010            | середня | член Партії регіонів                          | Першотравнева амбулаторія, старша медсестра            |
| 6                                                       | Козлова Катерина Вікторівна    | 03.11.2010            | середня | член Партії регіонів                          | ЧП Гошовець, продавець                                 |
| 7                                                       | Устіла Ніна Миколаївна         | 03.11.2010            | середня | член Партії регіонів                          | Першотравнева бібліотека, завідувачка бібліотеки       |
| 8                                                       | Лукомська Ольга Олександрівна  | 03.11.2010            | середня | член Партії регіонів                          | тимчасово не працює                                    |
| 9                                                       | Куценко Світлана Володимирівна | 03.11.2010            | середня | член Партії регіонів                          | тимчасово не працює                                    |
| 10                                                      | Долбін Наталія Сергіївна       | 03.11.2010            | вища    | член Партії регіонів                          | Першотравнева сільська рада, секретар                  |
| 11                                                      | Яценко Петро Іванович          | 03.11.2010            | середня | член Партії регіонів                          | АФ"Світанок"                                           |
| 12                                                      | Молодан Наталія Іванівна       | 03.11.2010            | середня | член Партії регіонів                          | Першотравнева сільська рада, касир                     |
| 13                                                      | Проценко Ольга Володимирівна   | 03.11.2010            | середня | член Партії регіонів                          | ЧП Остапенко, продавець                                |
| 14                                                      | Шведченко Галина Володимирівна | 03.11.2010            | середня | член Партії регіонів                          | Першотравневий сільський будинок культури, завідувачка |
| 15                                                      | Клименко Віктор Іванович       | 03.11.2010            | середня | член Партії регіонів                          | тимчасово не працює                                    |
| 16                                                      | Шмалько Володимир Григорович   | 03.11.2010            | вища    | член Партії регіонів                          | АФ"Світанок                                            |
| Політична партія Всеукраїнське об'єднання «Батьківщина» |                                |                       |         |                                               |                                                        |
| 1                                                       | Варибрус Люба Василівна        | 03.11.2010            | вища    | член Всеукраїнського об'єднання «Батьківщина» | Першотравнева загальноосвітня школа, вчитель           |
| Самовисування                                           |                                |                       |         |                                               |                                                        |
| 3                                                       | Піунов Володимир Семенович     | 03.11.2010            | середня | позапартійний                                 | приватний підприємець                                  |